# Cuki Jam
Cuki Jam (hebr.: צוקי ים) – wieś położona w samorządzie regionu Emek Chefer, w Dystrykcie Centralnym, w Izraelu.
Leży na wybrzeżu Morza Śródziemnego.

## Historia
Osada została założona w 1956.